# كهف هيرمان
كهف هيرمان (بالألمانية: Hermannshöhle) جنبا إلى جنب مع كهف بومان، هو واحد من اثنين من الكهوف الاستعراضية في قرية روبلاند بالقرب من بلدة فيرنيغيروده، في مقاطعة هارز، ساكسونيا أنهالت، ألمانيا.

## الفهرس
- Diedrich، Cajus G. (2017). Famous Planet Earth Caves: Hermann's Cave (Germany) – A Late Pleistocene Cave Bear Den. Famous Planet Earth Caves Volume 2. Bentham Books. ج. 2. DOI:10.2174/97816810853021170201. ISBN:978-1-68108-531-9. ISSN:2405-7215.

## وصلات خارجية
- الموقع الرسمي